# Mohnenfluh
Die Mohnenfluh ist ein 2542 m hoher Berg im Lechquellengebirge im österreichischen Bundesland Vorarlberg.
Die Mohnenfluh ist nach der Braunarlspitze, der Kleinspitze und der Butzenspitze der vierthöchste Gipfel im Raum Schröcken. Der Aufstieg erfolgt in der Regel über den Mohnensattel (2315 m) und den Südgrat. Ihr ist die 2412 m hohe Juppenspitze, welche aber als eigenständiger Gipfel gilt, im Nordosten vorgelagert. Südlich des Mohnensattels steht das 2371 m hohe Zuger Hochlicht, auf dem sich noch die Ruinen einer ehemaligen Seilbahnstation befinden.
An der Ostflanke der Mohnenfluh oberhalb von Schröcken in etwa 2400 m entspringt die Bregenzer Ach.

## Name
Der Name „Mohn(-en)“ stehe möglicherweise im Zusammenhang mit dem Mond. Da sich in der Nähe auch Bergmähder befinden, kann auch eine Ableitung von Mahd/Mähen gegeben sein. Adelung nennt als Bedeutung für „Fluh“ („Fluhe“) in seinem Grammatisch-kritischen Wörterbuch der Hochdeutschen Mundart, als „ein nur im Oberdeutschen, besonders der Schweiz übliches Wort“: „eine Steinmasse, welche sich in einer beträchtlichen Breite erstrecket, ein Flötz, oft aber auch eine Steinmasse von beträchtlicher Höhe“ bzw. „eine Felsenwand, ein Fels; wo es bald Fluh, Fluhe, Flii, Fluc u. s. f. lautet“.